# Michel Pilotin
Michel Pilotin (Fort-de-France, 18 octobre 1906 - Suresnes, 1er octobre 1972) est un écrivain, traducteur et directeur de collection français d'origine martiniquaise. Sous le nom de Stephen Spriel, il traduit entre autres de nombreux ouvrages.

## Biographie
Encore étudiant, Michel Pilotin fait partie du comité Légitime Défense fondé en 1932, lequel lance en juin, à Paris, une revue-manifeste du même nom, dans la lignée du surréalisme et du marxisme et dont Pilotin cosigne l'avertissement.
Mobilisé en septembre 1939, il est fait prisonnier de guerre.
Michel Pilotin travaille ensuite à la traduction du roman de Malcolm Lowry, en collaboration avec ce dernier, alors parisien, et Clarisse Francillon, livre intitulé Au-dessous du volcan, qui paraît au Club français du livre en 1949, traduction signée sous le nom de Stephen Spriel et postfacée par Max-Pol Fouchet.
Entré chez Gallimard grâce à Raymond Queneau, il y prépare une collection d'ouvrages de science-fiction, qui débute en janvier 1951, Le Rayon fantastique. Il la codirige, sous le nom de Stephen Spriel, aux côtés de Georges H. Gallet et Pierre-André Gruénais (1919-1993), des éditions Hachette, jusqu'en 1964, y traduisant de nombreux titres.
Ami de Boris Vian, il fait partie du « club des Savanturiers », fondé à Paris le 26 décembre 1951, aux côtés de Queneau, Pierre Kast, France Roche et François Chalais ; avec Vian, il cosigne un article-manifeste dans Les Temps modernes, no 72, publié en octobre 1951  intitulé « La Science fiction : nouveau genre littéraire »,.
En 1954, Robert Kanters lance la collection Présence du futur sur une idée de Pilotin.
Pilotin meurt en 1972, une nécrologie est publiée dans la revue Galaxie en octobre 1973.